# Monte Vettore e Valle del lago di Pilato
Monte Vettore e Valle del lago di Pilato este o arie protejată (arie specială de conservare — SAC, sit de importanță comunitară — SCI) din Italia întinsă pe o suprafață de 3.775 ha, integral pe uscat.

## Localizare
Centrul sitului Monte Vettore e Valle del lago di Pilato este situat la coordonatele 42°50′30″N 13°16′30″E / 42.841667°N 13.275°E.

## Înființare
Situl Monte Vettore e Valle del lago di Pilato a fost declarat sit de importanță comunitară în iunie 1995 pentru a proteja 1 specie de plante și 10 specii de animale. Situl a fost protejat și ca arie specială de conservare în decembrie 2016.

## Biodiversitate
Situată în ecoregiunea continentală, aria protejată conține 14 habitate naturale: Pajiști uscate seminaturale și facies de acoperire cu tufișuri pe substraturi calcaroase (Festuco-Brometalia) (* situri importante pentru orhidee), Galerii de Salix alba și de Populus alba, Păduri ilirice de stejar și carpen (Erythronio-Carpinion), Păduri de fag din Apenini cu Taxus și Ilex, Pajiști alpine și boreale, Liziere de ierburi înalte hidrofile de câmpie și de nivel montan până la alpin, Păduri de stejar alb estice, Pseudostepă cu ierburi și specii anuale de Thero-Brachypodietea, Pajiști alpine și subalpine calcaroase, Formațiuni de Juniperus communis pe lande sau pajiști calcaroase, Formațiuni ierboase bogate în specii de Nardus, dezvoltate pe substraturi silicioase în zone montane (și în zone submontane, în Europa continentală), Grohotișuri termofile și vest-mediteraneene, Pante stâncoase calcaroase cu vegetație casmofită, Grohotișuri calcaroase și de șisturi calcaroase de la nivelul montan până la nivelul alpin (Thlaspietea rotundifolii).
La baza desemnării sitului se află mai multe specii protejate:
- plante (1): Adonis distorta
- păsări (8): uliu porumbar (Accipiter gentilis), uliu păsărar (Accipiter nisus), fâsă-de-câmp (Anthus campestris), acvilă de munte (Aquila chrysaetos), ciocănitoare pestriță mare (Dendrocopos major), șoim călător (Falco peregrinus), ciocârlie de pădure (Lullula arborea), Pyrrhocorax pyrrhocorax
- mamifere (1): lupul (Canis lupus)
- reptile (1): Vipera ursinii

Pe lângă speciile protejate, pe teritoriul sitului au mai fost identificate 7 specii de plante, 3 specii de mamifere.